# Groß Rönnau
Groß Rönnau ist eine Gemeinde im Kreis Segeberg in Schleswig-Holstein. Die Gemeinde Groß Rönnau hat keine weiteren Ortsteile.

## Geografie und Verkehr
Groß Rönnau liegt etwa vier Kilometer nördlich von Bad Segeberg in ländlicher Umgebung an der Trave. Westlich verläuft die Bundesstraße 404/Bundesautobahn 21 von Bad Segeberg nach Bad Oldesloe, südlich die Bundesstraße 206 von Bad Segeberg nach Lübeck.

## Geschichte

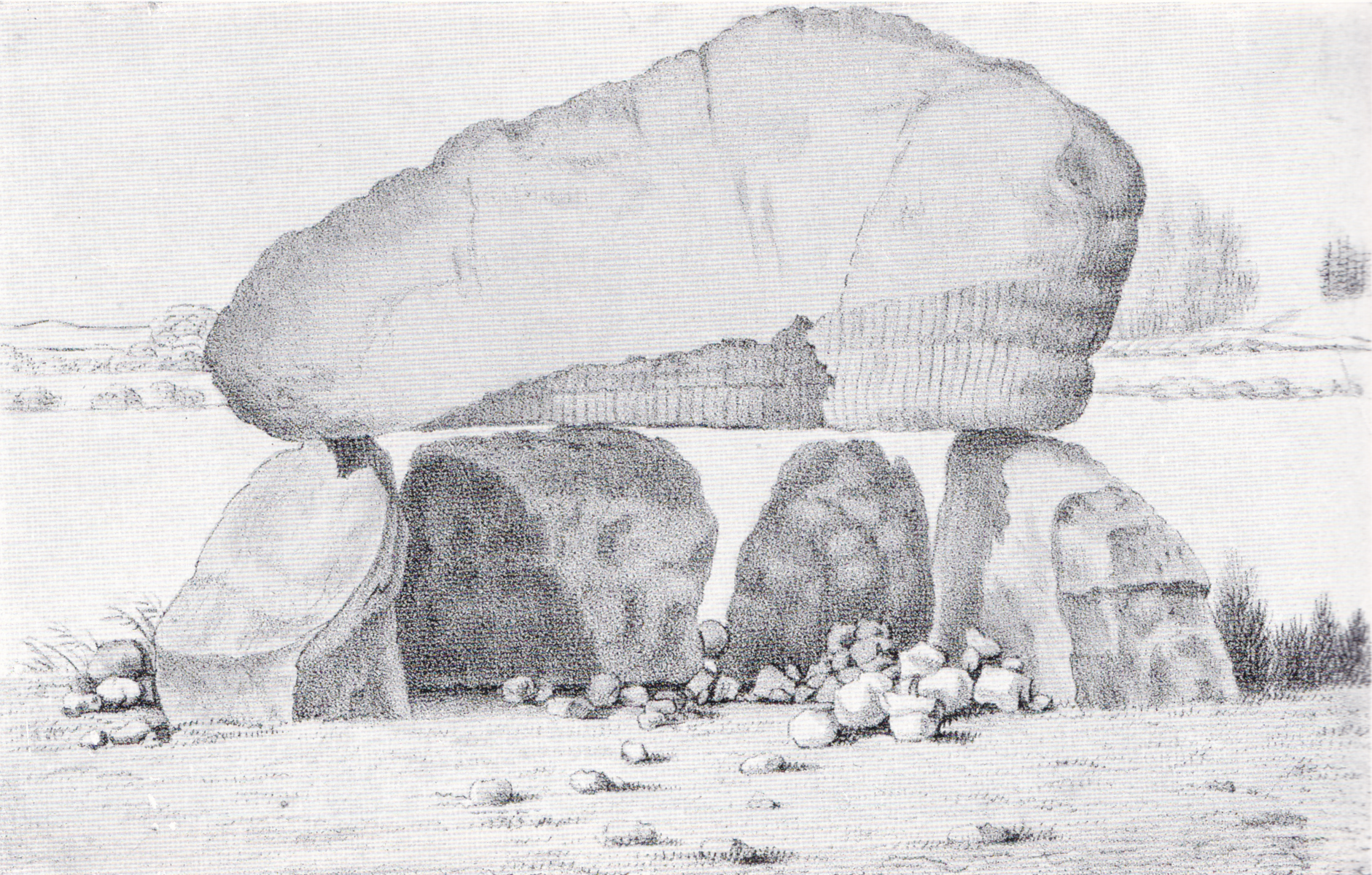
Großsteingrab Groß Rönnau – 1839

Ein Hügelgrab im Gemeindegebiet weist auf eine vorgeschichtliche Besiedlung hin und wurde bereits 1840 von der Kieler „Gesellschaft für die Sammlung und Erhaltung von Alterthümern“ gekauft und in Obhut genommen. Groß Rönnau wurde 1238 erstmals als Besitz der adligen Familie „Rennowe“ urkundlich erwähnt.
Von 1911 bis 1961 war Groß Rönnau Bahnstation der Kleinbahn Kiel–Segeberg, deren Gleise bereits 1962 entfernt wurden.

## Politik

### Gemeindevertretung
Bei der Kommunalwahl am 14. Mai 2023 wurden insgesamt neun Sitze vergeben. Von diesen erhielt die Kommunale Wählergemeinschaft Groß Rönnau fünf Sitze und Rönnau Aktiv vier Sitze.

## Wappen
Blasonierung: „Geteilt. Oben in Blau ein aus vier Tragsteinen und einem Deckstein bestehendes silbernes Steingrab. Unten in Gold drei grüne Ständer zur Schildmitte.“

## Wirtschaft
Das Gemeindegebiet ist überwiegend landwirtschaftlich geprägt.

## Sehenswürdigkeiten
In der Liste der Kulturdenkmale in Groß Rönnau stehen die in der Denkmalliste des Landes Schleswig-Holstein eingetragenen Kulturdenkmale.